# Lanzara
Lanzara è una delle 11 frazioni che costituiscono il comune di Castel San Giorgio, in provincia di Salerno.

## Geografia fisica
Lanzara è posta a circa 90 m s.l.m. ad est di Nocera Inferiore e si estende nella media valle del Sarno tra le fertili terre del nocerino - sarnese da un lato, e dal sanseverinese dall'altro.
Confina ad ovest con Nocera Inferiore, a sud con Roccapiemonte e ad est con Castel San Giorgio.
Il territorio della frazione si presenta pianeggiante, circondato dai rilievi di Santa Maria a Castello (283 m), di Cappella di Paterno (183 m) e di Monte Castello (612m). Questa catena ininterrotta di monti, dorsale, dalle cime lievemente ondulate, solcate da una linea di scorrimento per le acque, si sviluppa in senso longitudinale alla fascia pianeggiante e presenta una morfologia dolce e una pendenza via via decrescente che digrada verso i terreni della pianura con la quale si raccorda spesso attraverso una serie di terrazzamenti.
Le pareti montuose si presentano per lo più prive di vegetazione arborea, a causa dei numerosi incendi e l'insieme richiama una tipica macchia mediterranea.
Raggruppamenti arborei, invece, sono presenti nelle aree demaniali limitrofe, dove esiste una vegetazione costituita da ulivi, querce, rovere, castagno e olmo.

## Storia

### Introduzione
La prima citazione documentaria che si ha di Lanzara è contenuta negli archivi della Badia di Cava dei Tirreni, in corso di pubblicazione nel Codex diplomaticus Cavensis.
Lanzara è posta sulla via consolare Aquilia, che aveva per Nuceria un ramo di diramazione tra Trivio e Lanzara che per Fimiani, San Potito e Materdomini portava per Iroma a Portaromana che era il termine della città. 
Una zona della frazione è denominata Taverna, proprio perché luogo di ristoro e riposo dei viandanti che attraversavano la via Aquilia.

### Epoca romana
Ricerche archeologiche hanno individuato i primi insediamenti nelle zone collinose e pedemontane della valle. Infatti sono state rinvenute: in località Paterno numerose ville rustiche romane e un notevole sepolcreto del I secolo; nella zona di Codola, in località Montagna spaccata, le vestigia dell'antica via consolare Popilia, testimoniate da un antico rudere segnaletico campanile dell'Orco, (secondo una tesi minoritaria allusivo di Annibale che probabilmente lo attraversò nel 216 a.C.). Il ritrovamento più importante è però l'acquedotto Augusteo del I secolo a.C. che faceva scorrere nel suo condotto dalle sorgenti del Serino (fiume Sabato) l'acqua fino a Capo Miseno nella Piscina Mirabile (grosse cisterne per la raccolta delle acque provenienti da Serino) ove era ancorata la flotta romana. La lunghezza dell'acquedotto è di circa 90 km. Alla profondità di 45 metri è stato ritrovato uno scheletro umano, molte monete di rame e poche d'argento di Filippo e di altri re di Spagna dei principi del XVII secolo.

### Epoca medievale
Il duca di Benevento, Zotone I, nel 500 aveva creato intorno alle varie città borghi e villaggi. Quando occupò il territorio di Nocera si formarono dei centri abitati come Pero (Bracigliano), Siano e Castel San Giorgio.
Anche presso il Castello di Fossalupara sorsero centri quali Lanzara, Paterno e il declivio di Santa Apollinare. La formazione di Lanzara come centro urbano si può invece far risalire al 790-800 d.C. Sin dalla sua origine Lanzara fu protagonista di vicende belliche. Fu devastata dai Saraceni dopo l'800, ma nell'877 presso Codola i Saraceni furono sconfitti dal duca di Napoli, Sergio II. 
Lanzara fu cristiana fin dal I secolo del cristianesimo. Forse la prima chiesa costruita nel territorio della frazione fu quella della Madonna delle Serre a Paterno. L'ultima fu quella di Santa Maria a Castello perché fu compresa nel Castello al tempo dei Frati Bianchi o Umiliati.
L'agglomerato di Lanzara si sviluppò facendo un tutt'uno con la vecchia Taverna, detta poi Casal Nuovo a partire dall'anno 1000, quando poi fu costruito il castello ad opera del principe di Benevento Arechi II sulla cima della collina di Sant'Apollinare, a guardia del Passo dell'Orco e di Paterno. Seguirono i Normanni, poi gli Svevi e gli Angioini. Fu questo un periodo buio, perché i baroni feudatari locali impedirono uno sviluppo socio-economico e culturale, lasciando la popolazione nell'ignoranza e povertà.

### Epoca moderna
Con l'avvento dei Borbone, a Lanzara si assiste alla nascita di famiglie che, esprimendo uomini di cultura, professionisti ed imprenditori, promuoveranno una ripresa economica e culturale della popolazione.
Nel 1774 si assiste alla costruzione ex novo della Cappella della Congregazione di San Biagio, attigua alla parrocchiale chiesa, che anch'essa nell'anno 1795 subirà un radicale intervento di ristrutturazione ed ampliamento con costruzione della cupola maiolicata del Campanile.
Durante il XIX secolo si consolidarono tutte le premesse di sviluppo economico e culturale, con la strutturazione di un solido tessuto sociale fondato sul professionismo, e su vere e proprie scuole d'arte di scalpellini e fabbricatori. Anche il lavoro femminile subì una trasformazione, il lavoro dei campi sarà in buona parte sostituito dall'artigianato della tessitura, filatura e soprattutto del ricamo.
Intanto agli albori del XIX secolo si assisteva a grossi mutamenti politico-amministrativi, infatti nell'anno 1806 con la salita al trono del Regno di Napoli di Giuseppe Bonaparte fu abolita la feudalità. Le vecchie università feudali lasceranno il posto ai comuni. Il territorio di Lanzara fu annesso al comune di Roccapiemonte, ma solo per pochi anni, infatti, a causa di un disguido, era passata al Comune di Mercato San Severino (all'epoca denominato solo Mercato), e solo dopo il crollo dell'impero napoleonico nel 1814 e la fuga di Gioacchino Murat fu assegnata al Comune di San Giorgio.
Nell'anno 1858 un evento storico di risonanza, fu l'inaugurazione del primo traforo ferroviario del Regno di Napoli aperto dai Borbone il 31 maggio 1858 in località Codola nella stessa direzione del Passo dell'Orco.

### Epoca contemporanea
Durante il Risorgimento italiano, di rilevante importanza storica è anche il legame che Lanzara ha avuto con il generale Giuseppe Avezzana, che legato da vincoli di parentela con la famiglia Lanzara (nonno di donna Giuseppina sposa di don Eugenio Lanzara), volle onorare il Palazzo Lanzara affidandogli la custodia di un cimelio con il quale il popolo di Roma, per la liberazione della città dai francesi, omaggiò Garibaldi. Tale cimelio, consistente in una corona di lauro, era stato donato dallo stesso Garibaldi ad Avezzana. 
Dall'inizio dell'Ottocento Lanzara assunse un ruolo nella vita culturale e politica dell'intero Agro nocerino sarnese, pur rimanendo una frazione e non elevandosi mai a comune.
Nel 1865 l'avvocato Cavalier Francesco Calvanese fu eletto deputato al parlamento nella IX legislatura (la seconda unitaria) seguito nel 1870 dalla elezione al parlamento dell'avvocato Giuseppe Lanzara (XI legislatura).
A cavallo tra ottocento e novecento è fondamentale il fenomeno dell'emigrazione. Infatti i muratori, gli scalpellini e gli imprenditori avevano bisogno di un lavoro continuo che una piccola comunità in quel periodo non poteva sempre assicurare. 
Nell'anno 1923, per volere delle attività locali, fu realizzato il Parco della Rimembranza per i caduti della prima guerra mondiale.

## Monumenti e luoghi d'interesse

### Chiesa di San Biagio
Il maggior simbolo di religiosità del paese è la chiesa con relativa statua del santo protettore San Biagio.
L'epoca in cui è stata posta la prima pietra è sconosciuto, ma si sa con certezza che nell'anno 982 era già esistente e dedicata a Sant'Angelo, riflettendo il culto di San Michele Arcangelo a cui le popolazioni longobarde erano particolarmente devote dopo la loro conversione al cristianesimo.
Solamente nell'anno 1309 per la prima volta si legge che la chiesa è dedicata a San Biagio.
La chiesa originaria, intitolata a Sant'Angelo prima e San Biagio poi, dovette essere dapprima una semplice cappellania e poi rettoria, dipendente forse dall'antica parrocchia di Sant'Angelo di San Severino. 
Solamente nell'anno 1511 diviene parrocchia autonoma. Nel 1712 si iniziò la costruzione delle basi inferiori dell'attuale campanile che vedrà la sua conclusione nell'anno 1795.
Nel 1748, sotto la guida del parroco don Marco Quaranta, fu costruita una sacrestia con terra santa. Dallo stesso parroco viene comperata, nel 1774, la statua di Sant'Antonio. Il 7 aprile 1774 viene costruita la cappella della Congregazione da parte dell'architetto Carmine Calvanese e il 20 ottobre si fece dotare questa di un portale in pietra viva, ma dobbiamo aspettare il 1776 per la consacrazione.
L'8 settembre 1793 fu deciso nella venerabile congregazione di San Biagio di ristrutturare l'edificio sacro ormai in degrado. Il merito della ristrutturazione e dell'ampliamento della parrocchiale chiesa è dovuto soprattutto a Don Vincenzo Alfano, parroco pro tempore ed all'architetto Carmine Calvanese.
L'interno, a croce latina, risulta articolato in un'unica grossa navata e due cappelle laterali con coperture a volte affrescate ed al centro vi è la cupola della SS. Trinità.
Il parroco si adoperò molto nel migliorare ed abbellire artisticamente la chiesa.
Negli anni successivi la chiesa e la Venerabile Congregazione di San Biagio rappresentarono il fulcro intorno al quale gravitava tutta la vita religiosa e sociale dell'intera popolazione di Lanzara, Castelluccio e Fimiani.
In quel periodo il culto dei morti era molto sentito, infatti gli atti di morte confermano quasi per tutti l'assistenza spirituale dei sacerdoti al capezzale dei moribondi che assicuravano loro i sacramenti cristiani.
Il 5 ottobre 1811 Don Vincenzo Alfano acquistò al prezzo di 102 ducati l'orologio e il 26 marzo 1815 iniziò la costruzione del campanile che durò tre anni. Questa vicenda vide protagonisti il parroco Don Vincenzo Alfano ed il priore Sig. Carmine Calvanese.
Negli anni successivi per apportare un migliore aspetto all'edificio si ebbero varie ristrutturazioni tra cui ricordiamo: quella del 1905 sotto la guida del parroco Don Gennaro Sammartino e dell'architetto Alfonso Calvanese, in cui fu rifatta la facciata e l'interno ed al pittore Gustavo Girosi venne affidato il restauro degli affreschi presenti, con un'aggiunta di altri affreschi, mentre al marmista Antonio Alfano venne affidato la costruzione del pavimento della chiesa; e quella del 1974, in cui il parroco Giovanni Merola con il supporto dell'Arciconfraternita di San Biagio guidata dal Priore Sig. Apostolico Biagio, sottoposero la chiesa parrocchiale ad una radicale ristrutturazione secondo le regole dettate dal Concilio Vaticano II.

## Economia

### Agricoltura
Presenta un territorio quasi tutto pianeggiante. Le campagne sono molto fertili e ricche di acqua, proveniente da numerosi canali di irrigazione creati dal fiume Solofrana.
Lanzara, sin dai tempi più remoti, proprio per la sua posizione geografica basava la sua economia specialmente sull'agricoltura. 
Il piccolo nucleo abitativo, formato da poche case, si sviluppava prevalentemente nei pressi della parrocchiale, mentre nel territorio sorgevano in modo sparso le case coloniche. Infatti, in zona, esistevano diversi feudi con grandi estensioni di terreno sia a ridosso delle colline circostanti che avalle, per cui la popolazione essendo povera e priva di altre risorse si pose a servizio dei feudatari coltivando le loro terre.
Il terreno, sia per la dolcezza del clima che per il materiale fertilizzante depositato dalle eruzioni del Vesuvio e grazie anche al sistema di canalizzazione del fiume Solofrana, risultava molto fertile e ben si prestava, specialmente a valle, alla coltivazione ortofrutticola. A ridosso, poi, delle colline circostanti, per la loro speciale esposizione al mezzogiorno, veniva coltivato l'ulivo nella zona di Santa Maria a Castello e la vite e le nocciole nella zona di Paterno. Tra gli ortaggi ancora coltivati a Lanzara ricordiamo finocchi, cavolfiori, broccoli, pomodori, carciofi, scarole, peperoni, fagioli, melanzane, lattuga, patate, cipolle, agli. 
Attualmente di spazi agricoli ne sono rimasti ben pochi. Sono piccoli appezzamenti dove si produce di tutto. L'industrializzazione, il grande sviluppo edilizio e l'inquinamento del Solofrano hanno contribuito alla quasi scomparsa di questa attività.

### Industria
Nella zona, prima del 1700, non esistevano attività che potessero considerarsi industriali. Vi erano mulini e alcuni maceratoi. Si trattava di attività regolate da diritti feudali, che non realizzavano una produzione da mettere in commercio, ma svolgevano un servizio, gli uni per la popolazione locale, gli altri per le coltivazioni di canapa o di lino della zona.
Altra attività di un certo rilievo, ma non artigianale né manifatturiera, era quella delle cave di pietra e delle tufare. Dalle cave si estraevano pietre per costruzione, pietrame da spaccare per fare brecciame, pietra da taglio se e dove la roccia calcarea era sufficientemente compatta, ma soprattutto pietrame da calce.
Annessa alla cava c'era la fornace - carcara, in cui, bruciando fascine, la pietra veniva cotta facendone calce viva. In tutto il 1700 si ha notizia anche dell'esistenza di filande cui affluivano i bozzoli dei diffusi allevamenti di bachi da seta. I primi anni dell'Ottocento nella zona sono anni di economia piuttosto florida. L'attività edilizia ha poco dopo una notevole intensificazione, beneficiano le attività che essa induce. L'attività delle cave e delle calcare e quella delle tufare aumenta notevolmente. È in quegli anni che nei paesi del lato destro della vallata sanseverinese si afferma il mestiere di scalpellino. L'allevamento del baco da seta fu in ripresa dopo il 1830 e anche l'attività locale di filatura della seta.
L'industria conserviera del pomodoro aveva avuto a Nocera il suo inizio intorno al 1880. Nella zona qualche primo modesto tentativo di lavorazione del pomodoro si ebbe qualche anno dopo, ma non si sa se la lavorazione pervenisse ad un prodotto finito o si limitasse ad un semilavorato fornito all'industria nocerina. 
Un primo piccolo impianto industriale vero e proprio di lavorazione del pomodoro si ebbe nella zona, forse nel Comune di Castel San Giorgio, nel primo decennio del Novecento.
L'industria conserviera divenne già prima della seconda guerra mondiale l'industria locale di gran lunga più importante. Delle altre industrie vere e proprie della zona, prima della guerra, si ricorda una distilleria con affiancata estrazione di olio di vinaccioli e anche da semi di pomodoro a Materdomini, una conceria a Pecorari, un pastificio a Roccapiemonte.
Dopo la guerra si è avuto un ulteriore rilevante sviluppo dell'industria conserviera.
Sono invece andate scomparendo le altre industrie del periodo prebellico; sono scomparsi anche vecchi mestieri come quello del carrettiere, del carrese, del ferracavalli, del cappellaro. Si è avviato il nuovo processo di industrializzazione che ha portato l'industria locale alla consistenza di fine secolo.

## Infrastrutture e trasporti
La frazione è dotata di una stazione ferroviaria, Lanzara-Fimiani, posta sulla linea Cancello-Avellino. Fra i vari collegamenti conta anche un interregionale da e per Roma.

## Sport
La squadra locale di calcio è il Lanzara F.C., che ha preso il posto della S.S. Intrepida, vincitrice di molti campionati dilettantistici italiani che fornì il titolo sportivo per la rinascita della più blasonata Cavese, mentre la squadra di pallamano maschile militante in serie A2 è la Genea Lanzara. L'Intrepida Lanzara fu fondata negli anni trenta dal Comm. Salvatore Barba. L'Handball Lanzara è stata fondata nel 2012, dalle ceneri della precedente società.
In passato Lanzara disponeva di un proprio campo da calcio, adoperato anche da compagini dei paesi limitrofi, oggi la struttura risulta abbandonata.